# Димитрий Триклиний
Димитрий Триклиний (на гръцки: Δημήτριος Τρικλίνιος) е виден гръцки учен от XIV век.

## Биография
Роден е около 1300 година в Солун, Византийска империя. Триклиний редактира и анализира метричната структура на много текстове на старогръцки автори – Есхил, Софокъл, Еврипид. Често е сравняван благосклонно с двама съвременни му анотатори на гръцки текстове – Тома Магистър и Мануил Мосхопул. Занимава се също така с астрономия.